# 2018年社会民主党党首選挙
2018年社会民主党党首選挙（2018ねんしゃかいみんしゅとうとうしゅせんきょ）とは、2018年2月に行われた社会民主党の党首を選出するための選挙。

## 概要
現職の吉田忠智の任期満了に伴うもの。当初は吉田の無投票再選が確実視されていたが、告示前日の1月11日、吉田が自身が非議員であることから活動に制約があることを理由に、立候補の辞退を表明する。立候補受け付けは予定通り12日に行われたが、同日中に立候補届け出が行われなかった。これを受けて党首選挙実施本部（日森文尋本部長）が協議を行い、26日に再告示を受け付け、以降の日程を2週間繰り下げることが決定された。立候補者不在による再告示は、旧社会党時代を含めて史上3度目となった。
又市征治幹事長ら現職議員らは吉田に対して慰留を続けていたが、吉田は関係者らと相談の上で、22日の党両院議員総会で改めて立候補辞退を通告した。その後、党所属現職国会議員4人による協議の結果、福島瑞穂副党首、照屋寛徳国会対策委員長、吉川元政策審議会長の3人が幹事長の又市に党首就任を要請、又市は要請に応じて立候補を表明する。
26日の再度の告示において、又市のみが立候補を届け出たことにより又市の無投票での当選が確定し、2月25日に党大会において正式に新党首に選任された。後任の幹事長は吉川政策審議会長が兼務した。

## 日程
- 1月12日→1月26日 - 告示
- 1月27日・28日→2月10日・11日 - 投票
- 1月29日→2月12日 - 開票
- 2月24日 - 党大会において当選者を承認
- 2月24日 - 任期開始